# Bunun jezik
Bunun jezik (bubukun, bunan, bunti, bunum, vonun, vunum, vunun, vunung; ISO 639-3: bnn), tajvanski jezik velike austronezijske porodice, kojim govori 38 000 ljudi (2002 Council of Indigenous Peoples, Executive Yuan, ROC) na otoku Tajvanu.
Ima više dijalekata: randai, tondai, shibukun (sibukun, sibukaun, sibucoon, sivukun), sjevernobununski (takitudu, taketodo, takebakha, takibakha), centralnobununski (takbanuao, takivatan, takevatan), južnobununski (ishbukun) i takopulan.
Pismo: latinica
Bunun je nekada klasificiran danas nepriznatoj pajvanskoj skupini, a danas čini jednu od 11 austronezijskih skupina.

## Vanjske poveznice
- Ethnologue (14th)
- Ethnologue (15th)